# Daschti-Moschee
Die Daschti-Moschee (persisch مسجد دشتی Masdsched-e Daschti, IPA: [mæsd͡ʒɛdɛ dæʃti]) ist eine historische Moschee im Dorf Daschti in der iranischen Provinz Isfahan. Sie ist einer der berühmtesten Bauten der Ilchane-Ära. Es gibt keine Inschrift in oder an der Moschee, die das Baujahr und den Namen des Architekten erwähnen würde.